# Pîlîpivka, Țarîceanka
Pîlîpivka (în ucraineană Пилипівка) este un sat în așezarea urbană Țarîceanka din raionul Țarîceanka, regiunea Dnipropetrovsk, Ucraina.

## Demografie
Componența lingvistică a localității Pîlîpivka
     Ucraineană (100%)
Conform recensământului din 2001, toată populația localității Pîlîpivka era vorbitoare de ucraineană (100%).